# Palais de Chaillot

Palais de Chaillot

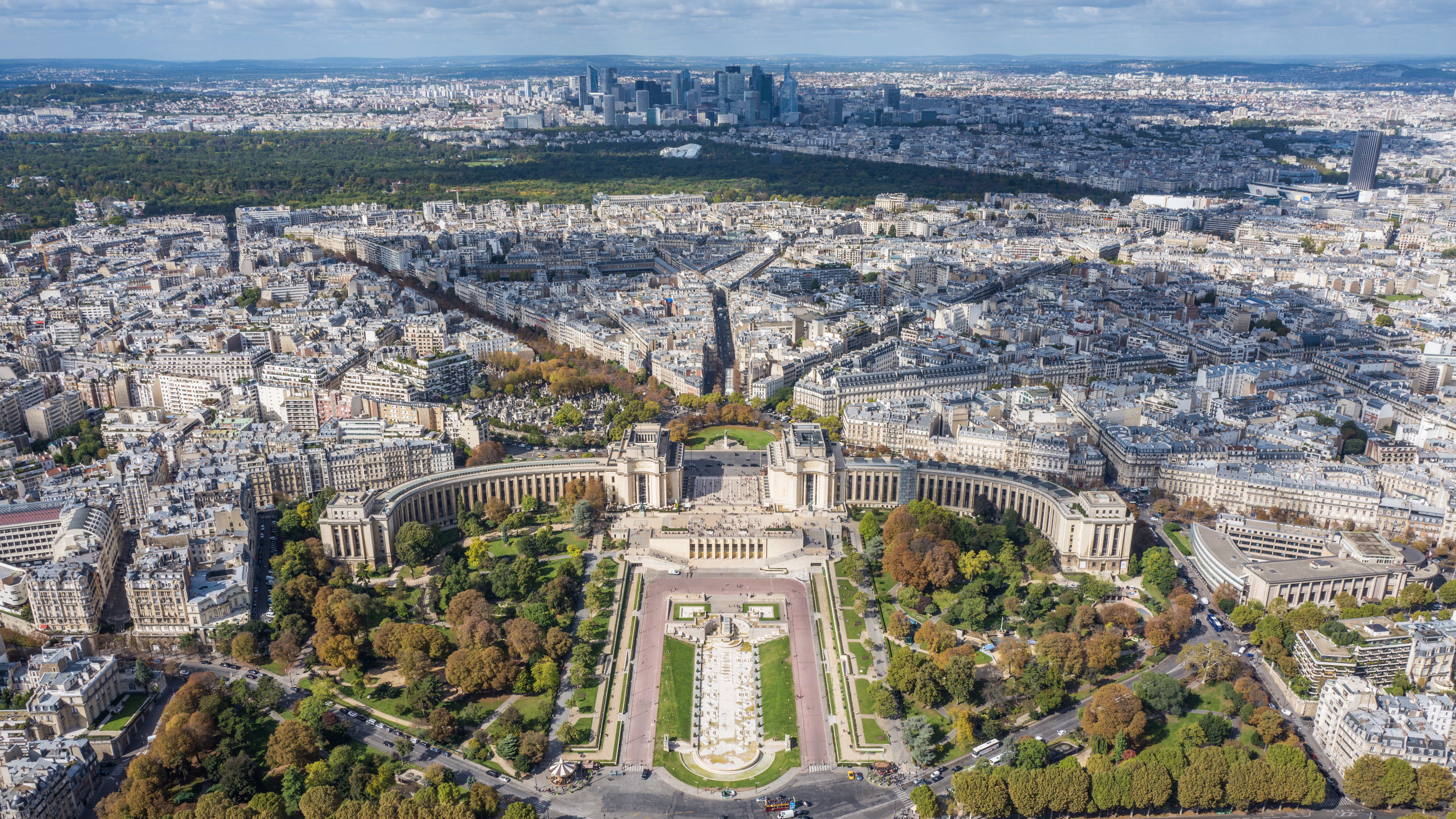
Vườn Trocadéro và Palais de Chaillot, nhìn từ tháp Eiffel, phía xa là khu đô thị La Défense

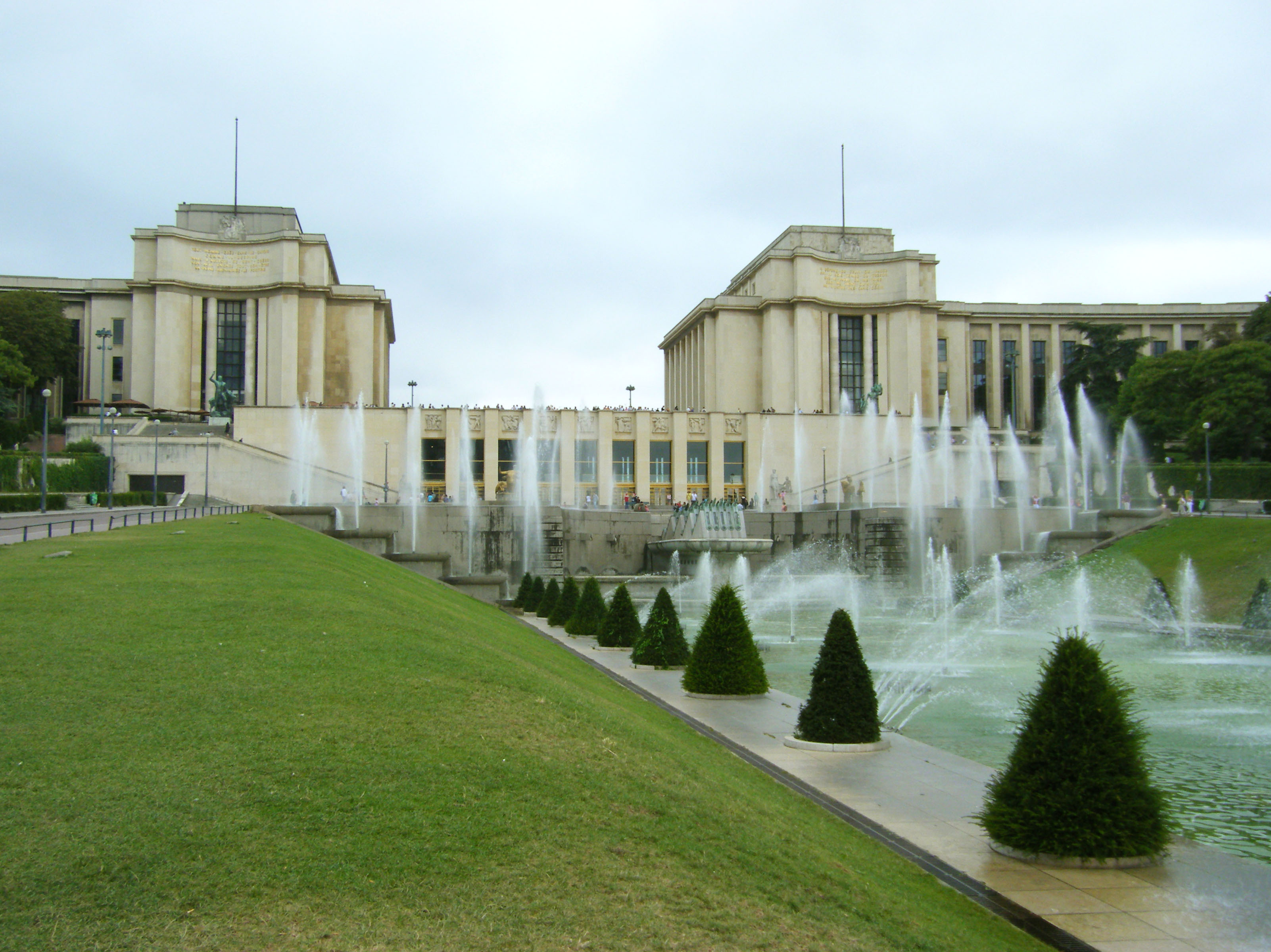

Palais de Chaillot (tiếng Việt: điện Chaillot hoặc cung Chaillot) là một công trình kiến trúc ở quận 16 của Paris. Nằm bên cạnh quảng trường Trocadéro, trên đồi Chaillot, tòa nhà này được xây dựng nhân dịp Triển lãm Thế giới vào năm 1937 bởi các kiến trúc sư từng đoạt giải Khôi nguyên La Mã là Léon Azéma, Jacques Carlu và Louis-Hippolyte Boileau. Palais de Chaillot trên vị trí của Palais du Trocadéro cũ, hiện nay bên trong công trình này là nhiều bảo tàng, nhà hát: bảo tàng Con người, bảo tàng Hàng hải, Nhà hát quốc gia Chaillot... Đây cũng là địa điểm chính để ngắm nhìn tháp Eiffel.

## Lịch sử
Đồi Chailot là địa điểm của tu viện dòng Thăm (Ordre de la Visitation) từ năm 1651, sau Cách mạng Pháp tu viện này bị phá bỏ. Việc phá hủy với không gian trống nằm ở giữa Paris này tạo nên nhiều dự án: Napoléon muốn xây dựng một điện hoàng đế để chào mừng con trai mình, mang tước hiệu Roi de Rome; nhà điêu khắc Antoine Etex muốn một đài phun nước và một cây đèn. Nhưng không dự định nào được thực hiện.
Với thành công của cuộc viễn chinh Tây Ban Nha năm 1823 và chiến thắng tại thành Trocadéro của công tước Angoulême, Louis XVIII có ý định xây dựng công trình vinh danh quân đội Pháp. "Villa Trocadéro" là một cung điện theo phong cách Hồi giáo với hai tháp cao 70 m.
Tiếp đến là Palais du Trocadéro cũ được xây bởi Gabriel Davioud và Jules Bourdais cho Triển lãm Thế giới năm 1878, với hai vườn của kỹ sư Jean-Charles Alphand. Tới Triển lãm Thế giới năm 1937, Palais du Trocadéro bị phá hủy và được thay thế bởi Palais de Chaillot. Công trình mới giữ lại một phần khung cũ xây hai cánh cung mới tạo thành hình bán nguyệt.

## Kiến trúc
Palais de Chaillot tạo bởi hai tòa nhà như hai cánh tay cong bao lấy phần trung tâm trống và vươn về hướng sông Seine. Khoảng giữa hai cánh tay "de Passy" và "de Paris" đó là vườn Trocadéro, địa điểm tiện lợi để nhìn sang tháp Eiffeil và Champ de Mars. Trong tổng thể quy hoạch khu vực này, một đường thẳng được bắt đầu từ École Militaire (Trường Quân sự) qua bãi cỏ lớn Champ de Mars tới tháp Eiffel nằm bên cạnh sông Seine, qua cầu Iéna tới đài phun nước Varsovie trong vườn Trocadéro, rồi đến Palais de Chaillot và quảng trường Trocadéro. Ở chính giữa Palais de Chaillot, đầu hai cánh tay là một sân lớn hình vuông, địa điểm ngắm nhìn tháp Eiffel, nơi tập trung nhiều khách du lịch.
Tổng thể công trình còn được trang trí bởi nhiều bức tượng, trong số đó có các tác phẩm của Paul Belmondo và Marcel Gimond. Một bộ tác phẩm điêu khắc của Raymond Delamarre và Carlo Sarrabezolles cũng được đặt trên hai tòa nhà. Phia trước, đài phun nước Varsovie, tại vườn Trocadéro, được xây dựng từ 1937 gồm 20 vòi phun xếp thành 8 bậc nối nhau.

## Chức năng công trình

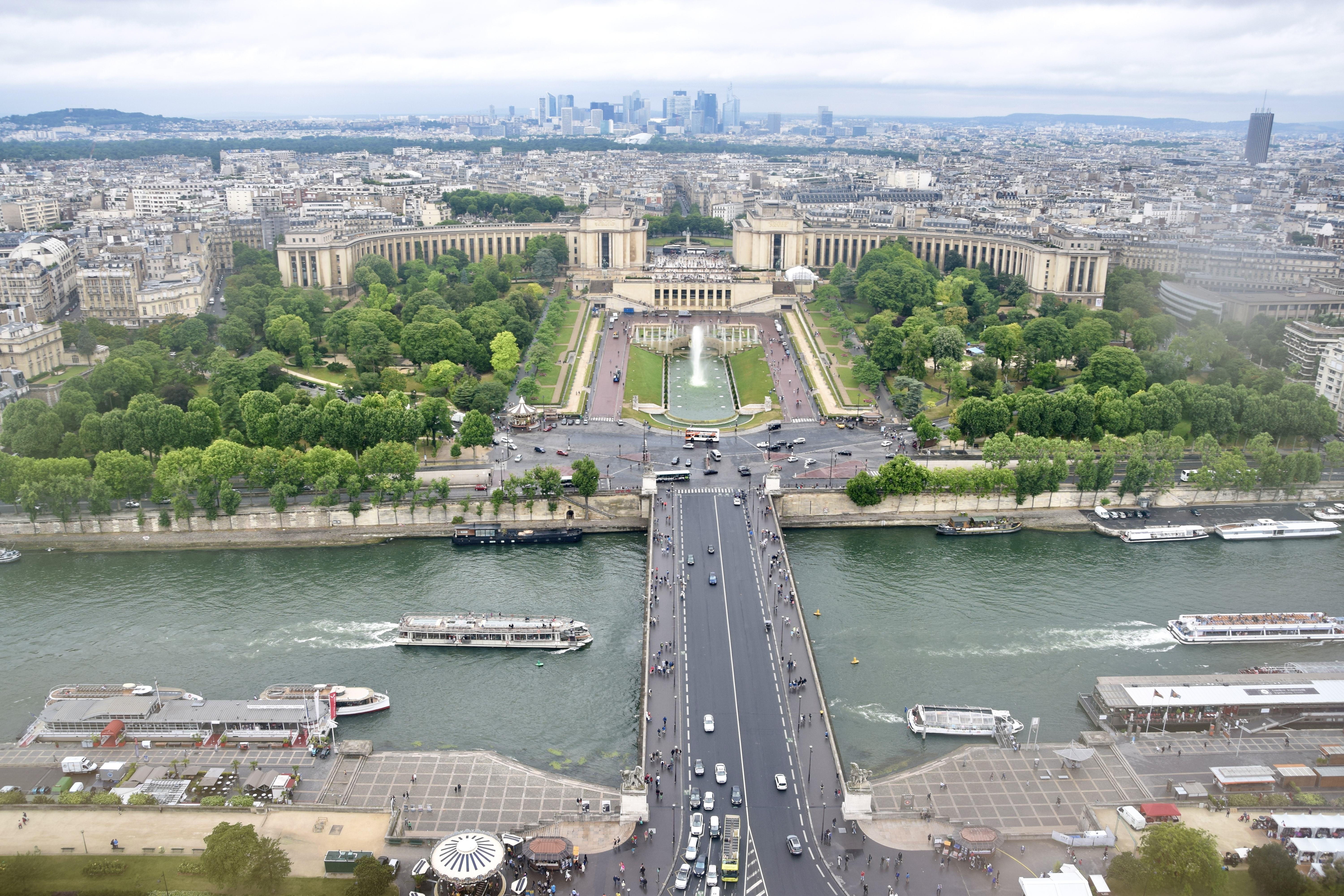
Toàn cảnh, nhìn từ tháp Eiffel

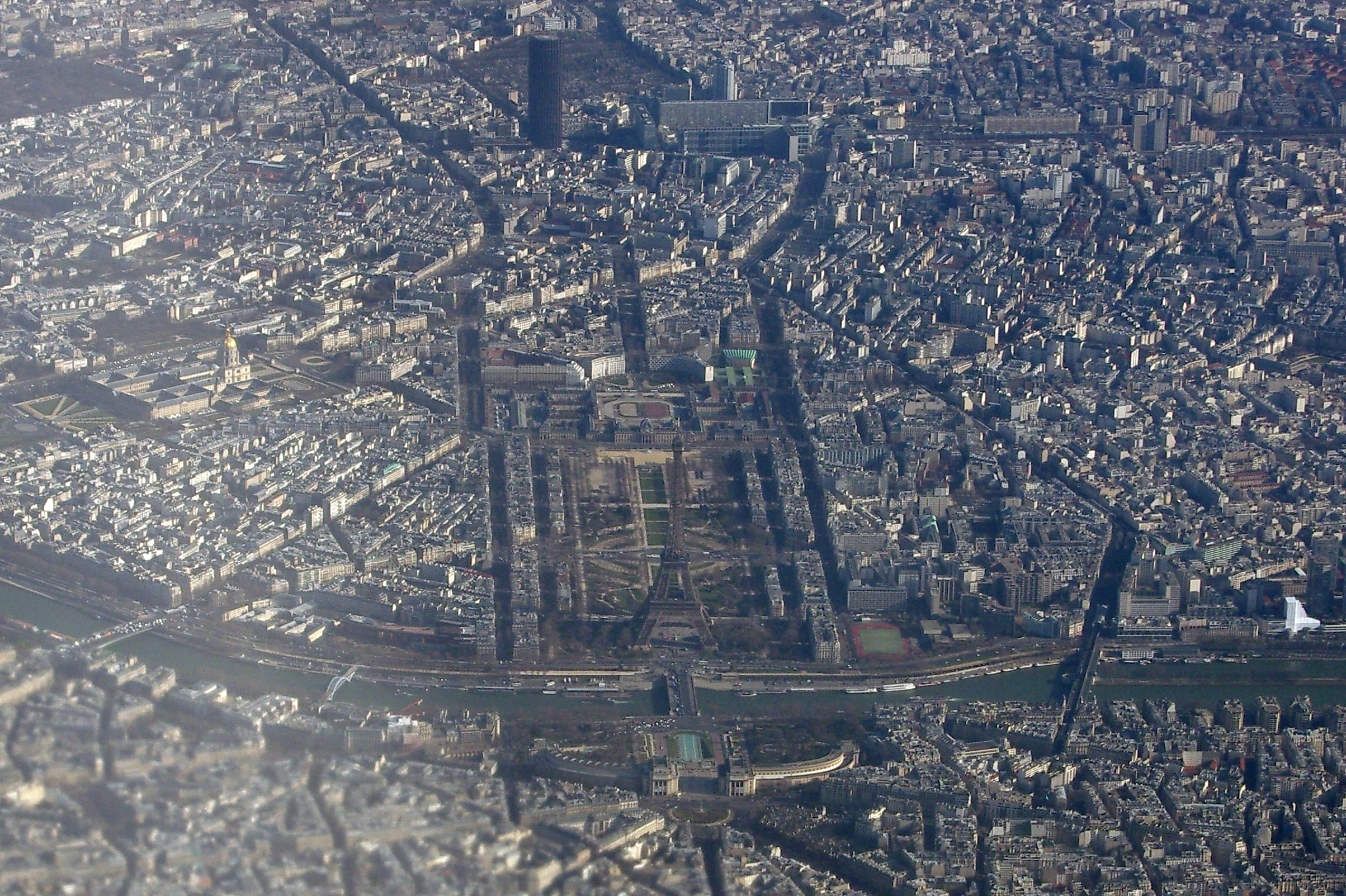
Toàn cảnh khu Trocadéro và Eiffel

Palais de Chaillot hiện nay được sử dụng đa chức năng, bên trong bao gồm bảo tàng Con người, bảo tàng Hàng hải, Nhà hát quốc gia Chaillot, cả trường Chaillot (École de Chaillot), Viện Kiến trúc Pháp (Institut français d'architecture) và trong tương lai là Cung kiến trúc và di sản hay Bảo tàng công trình Pháp (Cité de l'architecture et du patrimoine - Musée des monuments français). Viện tư liệu điện ảnh Pháp cũng từng ở đây, nhưng khi tu sửa cánh cung Paris của Chaillot thì viện được chuyển tới Bercy vào 2005.
Cũng trong Palais de Chaillot, Đại hội đồng Liên Hợp Quốc đã thông qua Bản tuyên ngôn thế giới về quyền con người vào ngày 10 tháng 12 năm 1948.
Những câu khắc trên bức tường của Palais de Chaillot là tác phẩm của nhà thơ Paul Valéry:
- Bên Bảo tàng Con người:

Il dépend de celui qui passe

Que je sois tombe ou trésor

Que je parle ou me taise

Ceci ne tient qu'à toi

Ami n'entre pas sans désir
- Bên Bảo tàng Hàng hải:

Tout homme crée sans le savoir,

comme il respire.

Mais l'artiste se sent créer.

Son acte engage tout son être,

sa peine bien aimée le fortifie.